# Hans Kann
Hans Kann   (Viena, 14 de febrer de 1927 - Viena, 24 de juny de 2005) va ser un pianista i compositor austríac.

## Biografia
Hans Kann provenia d'una família de músics, el seu pare era un comerciant tèxtil jueu. Va rebre les seves primeres lliçons de piano d'Adolf Bloch, net de Theodor Leschetizky. Va rebre la seva formació en composició amb Josef Lechthaler, orgue amb Karl Walter i música de cambra amb Otto Schulhof a l'Acadèmia de Música de Viena. També va prendre classes particulars de Josef Polnauer, August Göllner i Friedrich Wührer.
A partir de 1946 va realitzar gires de concerts per Europa, Àsia i Amèrica del Sud.
De 1950 a 1952 Kann va ocupar un lloc de professor a l'aleshores l'Acadèmia de Música de Viena. De 1955 a 1958 va impartir una classe magistral a la Universitat de les Arts de Tòquio al Japó. De 1962 a 1967 va ser cap d'una classe magistral a l'Acadèmia Municipal de Darmstadt/Alemanya.
Des de 1977 fins a la seva jubilació l'any 1995, Kann va ser professor a la Universitat de Música de Viena, i de 1988 a 1993 va ser professor principal de piano al Conservatori de Viena.

A la dècada de 1970, Kann de tant en tant va fer substitucions com a pianista a l'espectacle de l'ORF de diumenge al matí What's New? amb Heinz Conrads. El 1987 va presentar els concerts del migdia a la Wiener Konzerthaus.
| « | <"Des de 1945, sóc un campió de la música austríaca contemporània, principalment com a intèrpret. Com a membre de l'Art Club, he fet nombroses estrenes. Amb Gerhard Rühm he realitzat moltes peces musicals experimentals (música de soroll, improvisacions simultànies, composicions simultànies, etc.). Treballo amb el sintetitzador des de l'any 1990 i hi he creat nombroses composicions. Recorder Pieces i Sonatina per a piano, 1952 estan escrites principalment per a la instrucció. La música electrònica és una part experimental, una part musical amb un èmfasi en la improvisació. Improvisacions per a piano en l'esperit de la meditació zen." | » |

– Hans Kann, 1994: base de dades de música mica àustria.
La seva tomba es troba al cementiri central de Viena (Gr. 33G, núm. 35).
Hans Kann va ser membre de la Lògia Masònica Libertas Gemini des de 1971 fins a la seva cobertura el 1991.

## Premis
- 1961: Premi Theodor Körner
- 1963: Premi Theodor Körner
- 1984: Johann Nestroy Ring
- 1987: Creu d'Honor per a la Ciència i l'Art, Primera Classe
- 1992: Medalla d'Honor de la Capital Federal Viena d'or (entrega: 30 de setembre, acceptació: 10 de maig de 1993)
- 1993: Gran Condecoració d'Honor en Plata pels serveis a la República d'Àustria
- 1994: Ordre de la Casa Imperial Japonesa
- 2011: a Viena-Floridsdorf (districte 21) el Kannweg va rebre el seu nom.[7]